# Nathan Robitaille
Nathan Robitaille ist ein kanadischer Tontechniker. 2018 wurde er für seine Beteiligung an Shape of Water – Das Flüstern des Wassers für einen Oscar für den Besten Tonschnitt nominiert.

## Leben
Nathan Robitaille schrieb sich an Fanshawe College in Ontario ein. 2000 graduierte er dort im Music-Industry-Arts-Programm und im Audio-Post-Production-Programm des Colleges. 
Nach dem Studium zog er nach Toronto, wo er zunächst in Teilzeit für das Unternehmen Sound Dogs arbeitete.
Seit 1997 war er an rund 100 Film- und Fernsehproduktionen beteiligt.